# Ассоциация преподавателей по связям с общественностью
Ассоциация преподавателей по связям с общественностью (АПСО) — общественная организация, которая объединяет преподавателей российских вузов, специалистов и практиков, работающих в области связей с общественностью.

## История
Ассоциация основана в 2005 году на II Всероссийской студенческой олимпиаде в Казани с целью повышения качества подготовки специалистов по связям с общественностью. В начали деятельности решались задачи повышения квалификации и профессиональной переподготовки преподавателей, издания учебников, построенных на российском опыте. А в дальнейшем задачи расширились в научном, учебно-методическом и практическом направлениях: соединение теории и практики в учебном процессе, формирование актуального перечня профессиональных компетенций, сокращение дистанции между бизнесом и высшим образованием, интеграция российского образования в европейскую систему и другое.
Первые учредители: Д. К. Сабирова, Ф. Г. Зарипова, Н. Г. Швед, Ю. Б. Шагбанова, С. Ф. Галанин, А. С. Хакимова (КНИТУ-КАИ), Л. В. Минаева (МГУ им. Л. В. Ломоносова), Л. В. Азарова (ЛЭТИ), Н. А. Чугунцова (КГТУ), А. Д. Кривоносов (СПбГУ), Л. В. Паринова (ВГТУ).
Президенты: 2005—2009 — Д. К. Сабирова (КНИТУ-КАИ), 2010—2017 — Л. В. Минаева, (МГУ им. Л. В. Ломоносова), 2017—2021 — Д. П. Гавра (СПбГУ).
Штаб-квартира долгое время находилась на базе кафедры «Истории и связей с общественностью» КНИТУ-КАИ, в настоящее время — в Москве. По состоянию на 2022 год Ассоциация насчитывает 74 индивидуальных и 7 коллективных членов.

## Вклад в развитие образования
Члены АПСО входят в состав Президиума Учебно-методического совета УМО «Реклама и связи с общественностью».
Совместно с РАСО, АКАР, АКМР и другими профессиональными ассоциациями АПСО принимала активное участие в разработке второго, третьего и четвертого федеральных государственных образовательных стандартов (ФГОС) в области рекламы и связей с общественностью, утверждаемых Министерством образования и науки РФ.
В 2012 году УМО МГИМО, АПСО и Исполнительная дирекция Национальной премии в области развития общественных связей «Серебряный Лучник» инициировали рейтинг вузов, готовящих студентов по направлению «Реклама и связи с общественностью», который позволил провести аудит качества PR-образования и повысить престиж вузов.
При содействии АПСО развиваются региональные научные школы, которые вносят вклад в развитие теоретико-методологического обоснования связей с общественностью как научной дисциплины. Среди них: Петербургская, Московская, Казанская, Поволжская, Воронежская, Уральская, Красноярская, Дальневосточная.
В 2010 году издан «Учебный словарь языка связей с общественностью» под общей редакцией Л. В. Минаевой, награждённый дипломом Национальной премии развития общественных связей «Серебряный Лучник» (2010). Выпускается профессиональное научно-практическое издание «Российская школа связей с общественностью», с 2005 г. изданы 22 сборника.
С участием АПСО регулярно проводятся международные и всероссийские мероприятия для преподавателей и студентов .